# Dorfkirche Lubolz

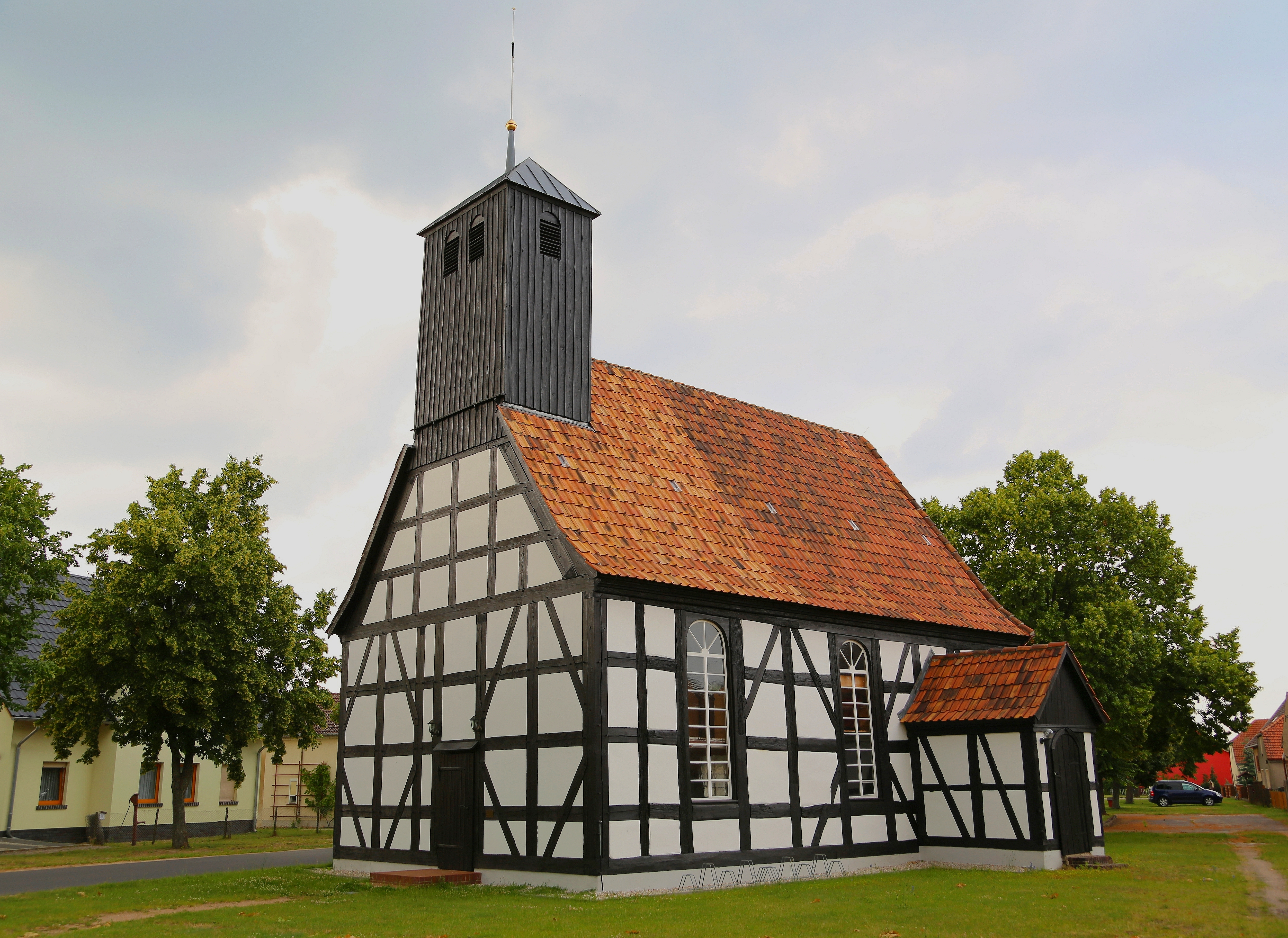
Dorfkirche Lubolz (2013)

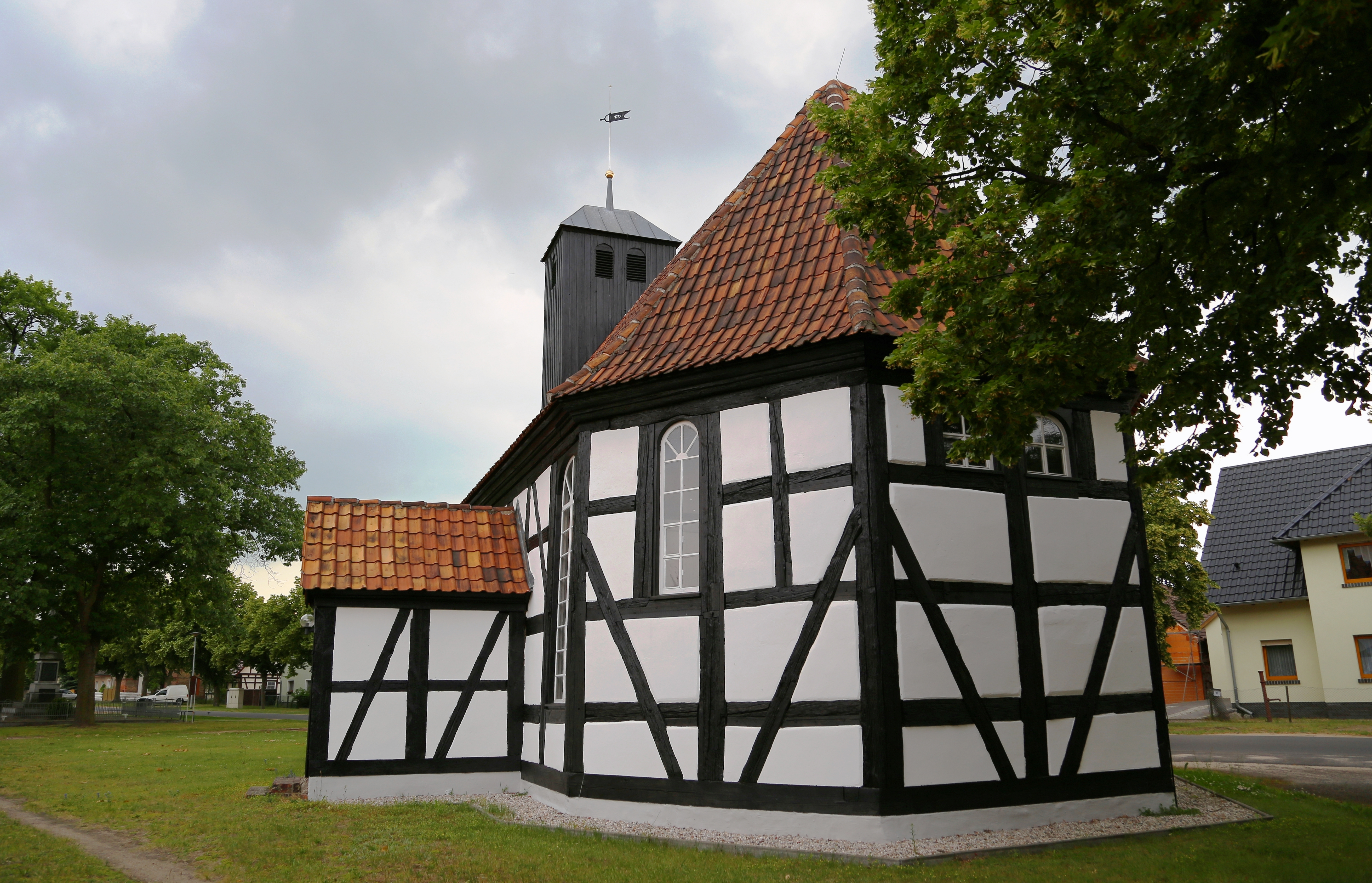
Ostansicht (2013)

Die Dorfkirche Lubolz (auch Dorfkirche Groß Lubolz) ist eine evangelische Kirche im zu Lübben (Spreewald) gehörenden Stadtteil Lubolz in Brandenburg. Sie gehört zum Pfarrsprengel Lübben-Niewitz im Kirchenkreis Niederlausitz der Evangelischen Kirche Berlin-Brandenburg-schlesische Oberlausitz.

## Architektur und Geschichte
Die Kirche befindet sich leicht schrägt in West-Ost-Ausrichtung auf dem Dorfanger im Lubolzer Gemeindeteil Groß Lubolz. Sie entstand in der Zeit von 1692 bis 1694 als Fachwerkbau. Eine Sanierung der Kirche fand in den Jahren 1996 und 1997, die Wiedereinweihung am 30. November 1997 statt. Finanziert wurde die Sanierung mit Mitteln der Deutschen Stiftung Denkmalschutz.
Der Grundriss des Kirchenschiffs ist rechteckig. An der Ostseite befindet sich eine Apsis mit Dreiachtelschluss. Über dem Westgiebel thront ein verbretterter, querrechteckiger Dachreiter. Südlich des Kirchenschiffs ist eine ebenfalls aus Fachwerk errichtete kleine Vorhalle angefügt, die auch auf die Bauzeit der Kirche zurückgeht. Bemerkenswert ist eine dort befindliche auf das Jahr 1694 datierte rundbogige Tür mit handgeschmiedetem Aufsatzschloss. Das Dach der Kirche ist als Satteldach ausgeführt und zum polygonalen Chor hin abgewalmt.
An den Längsseiten hat die Kirche hohe Rundbogenfenster, an der Fensterlosen Westwand liegt ein kleines Eingangsportal in der Mitte. Am östlichen Abschluss der Kirche befinden sich kleinere Fenster, ebenfalls mit rundbogigem Abschluss.

## Ausstattung
Die Decke des Kirchensaals ist als Balkendecke ausgeführt und datiert auch auf 1694. Auch die im Schiff befindliche Hufeisenempore stammt aus der Bauzeit der Kirche. Um 1910 wurde die Brüstung der Empore bemalt. Vor der östlichen in der Apsis befindlichen Empore steht ein vom Anfang des 18. Jahrhunderts stammender hölzerner Kanzelaltar. Ein kleines Gemälde im Altaraufsatz zeigt die Auferstehung. Ein Bild vom Abendmahl befindet sich links des Altars. Der zwischen Akanthuswangen und gedrehten Säulen befindliche Kanzelkorb ist jüngeren Datums und geht auf die zweite Hälfte des 19. Jahrhunderts zurück. Die Tür der Kanzel ist mit einem ovalen Bild geschmückt, auf welchem die Kreuzigung dargestellt ist.
In der Kirche befinden sich zwei um 1700 entstandene vergitterte Logen.
Die Orgel entstand in der ersten Hälfte des 19. Jahrhunderts und soll von Johann Christoph Schröther der Jüngere errichtet worden sein. Dies widerlegt ein Artikel, welcher Orgelbauer Moritz Eduard Glietsch (Luckau) als Erbauer angibt. Glietsch soll 1861 die Lubolzer Orgel erbaut haben.